# Antonia de nomine mensis Julii
Antonia de nomine mensis Julii va ser una llei aprovada per rogatio a proposta del triumvir Marc Antoni, que va canviar el nom del mes Quintilis (el cinquè de l'any, però començant pel març) pel de Julilis (juliol), en honor de Gai Juli Cèsar.